# 黃針鰭鮗
黃針鰭鮗為輻鰭魚綱鱸形目鱸亞目七夕魚科的其中一種，分布於東印度洋的澳洲海域，棲息深度9-12公尺，體長可達2.6公分，棲息在近海的礁石區，屬肉食性，雄魚有護卵的行為。

## 擴展閱讀
維基物種上的相關：黃針鰭鮗